# Colli Euganei merlot novello
Il Colli Euganei novello è un vino DOC la cui produzione è consentita nella provincia di Padova.

## Caratteristiche organolettiche
- colore: rosso rubino più o meno carico.
- odore: marcatamente vinoso con profumo caratteristico.
- sapore: secco o amabile, sapido, morbido, di corpo fine vellutato.

## Produzione
Provincia, stagione, volume in ettolitri
- nessun dato disponibile